# Damar, Kansas
Damar är en ort i Rooks County i Kansas. Vid 2010 års folkräkning hade Damar 132 invånare.